# Madikarib ibn Kais
Madikarib ibn Kais känd under öknamnet Al-Aschath, "den tovhårige", död 661, var en furste över stammen Kindah i Hadramawt.
Madikarib ibn Kais antog 631 islam och förlovade sig med en syster till Muhammed, som dock dog före bröllopet. Efter hans död avföll Madikarib ibn Kais, men besegrades och fördes fången till Abu Bakr, som dock återgav honom frihet och makt och därtill skänkte honom sin syster till gemål. Under Umar ibn al-Khattab deltog han med sina kinditer i erövringsstriderna och blev under Usman ibn Affan ståthållare i Azerbejdjan, varifrån han hemkallades av Ali ibn Abi Talib som behövde honom i kampen mot Muawiya I, i vilken kamp Madikarib ibn Kais dock visade sig vara en mycket dålig rådgivare med ett fördärvligt inflytande på Alis viktigaste beslut. Sina sista år tillbringade Madikarib i Kufa.